# Hans Dominik
 (juin 2017).
Si vous disposez d'ouvrages ou d'articles de référence ou si vous connaissez des sites web de qualité traitant du thème abordé ici, merci de compléter l'article en donnant les références utiles à sa vérifiabilité et en les liant à la section « Notes et références ».
Pour les articles homonymes, voir Dominik.
Hans Dominik, né le 7 mai 1870 à Kulm, et mort le 16 décembre 1910 à Yoko, est un officier de la force impériale de sécurité maritime du Cameroun allemand qui fut le chef de longue date du poste militaire de Yaoundé.

## Biographie
Il a grandi à Schwedt, et  étudié à l'école primaire locale. Il entre en 1889 comme cadet au 12e régiment de grenadiers. En 1890, il est nommé second-lieutenant, et sept ans plus tard il est promu premier lieutenant en 1904 au grade de capitaine.
Hans Dominik a exploré de nombreuses régions du Cameroun. Il a essayé de faire accepter la domination allemande. En 1894, il a mené ses troupes à Yaoundé, y a établi une base militaire tout en établissant des relations amicales avec plusieurs chefs comme Charles Atangana et Nanga Eboko. C'est de là qu'il a exploré une grande partie du sud, du centre et de l'est du Cameroun. Avec Max von Stetten, il soumet les Bakweri à Buéa qui devient en 1901 la capitale du Cameroun allemand.
En 1902, Dominik a conquis les Monts Mandara. Il a conquis les populations de Mora et de Kousséri. Il fait construire un fort à Mora. Ce fort a résisté victorieusement pendant la Première Guerre mondiale.
En 1903, il revient au Cameroun et est réintégré comme commandant du poste de Yaoundé, où il demeure jusqu'à sa mort. Dominik a largement contribué à l'expansion de ce poste. Sa position n'est cependant pas restée incontestée, car sa personne a souvent rencontré l'hostilité des responsables civils et des hommes d'affaires, ainsi que d'autres officiers suspendus.
L'est ne sera colonisé et pacifié par lui qu'en 1907.
En 1908, la capitale est transférée à Douala.

## Crise

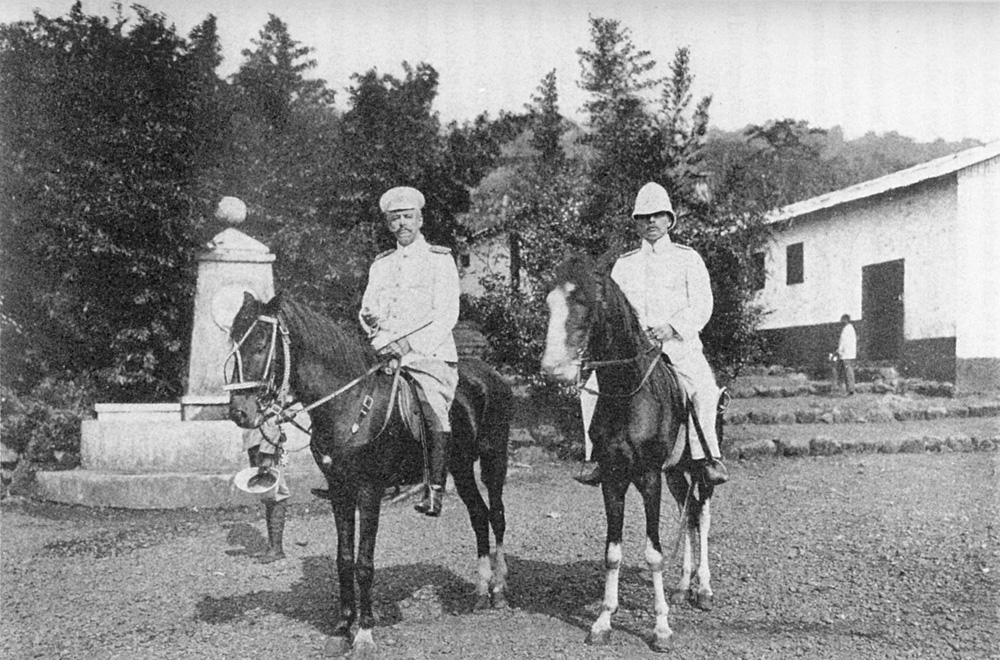
Von Puttkamer et Dominik devant la fontaine Bismarck (Buéa).

Dominik a été nommé résident du Nord-Cameroun, mais il a été temporairement démis de cette fonction en raison des différentes allégations portées contre lui.
Son mandat de chef exécutif du district de Yaoundé en 1909 est assombri par le soulèvement des tribus Maka dans le haut Nyong, qu'il renverse en liaison avec le capitaine Marschner. Mais La critique soulève le fait qu'il n'a pas interdit la pratique traditionnelle indigène consistant à donner des femmes captives des tribus vaincues comme butin aux tribus loyales combattant du côté du pouvoir colonial. Affaibli par les souffrances de la campagne, Hans Dominik meurt à l'âge de quarante ans à Yoko, peu après sa promotion au grade de major.
Son importance pour la pacification de la colonie et le fait qu'il était l'officier ayant servi le plus longtemps au Cameroun allemand a marqué l'histoire de ce territoire. Il publie en Allemagne deux livres relatant son action qui contribuent, surtout après sa mort, à l'édification d'une sorte de mythe, dans le contexte historique de la concurrence des grands empires coloniaux britannique et français. À Kribi, il y avait un monument érigé en son honneur, qui a ensuite été démoli par les Français et transporté en Allemagne.
Ses publications sont, malgré leur caractère apologétique, toujours une ressource précieuse pour l'histoire et l'anthropologie du Cameroun.

## Décoration
- Croix de fer par Guillaume II.